# 33 Leonis Minoris
33 Leonis Minoris är en vit stjärna i huvudserien i Lilla lejonets stjärnbild.
33 Leonis Minoris har visuell magnitud +5,91 och är svagt synlig för blotta ögat vid god seeing. Den befinner sig på ett avstånd av ungefär 255 ljusår.